# Dale Van Sickel
Dale Harris Van Sickel (Eatonton, Georgia, 29 de noviembre de 1907 - Newport Beach, California, 25 de enero de 1977) fue un jugador estadounidense de fútbol universitario, baloncesto universitario y béisbol universitario durante la años 20, quien después se convirtió en un actor de Hollywood y especialista de cine por más de cuarenta años. Van Sickel jugó al fútbol universitario para la Universidad de la Florida, y su equipo fue reconocido como el primer equipo All-America en la historia de los Florida Gators football.

## Primeros años
Dale Van Sickel nació en Eatonton, Georgia en 1907, pero creció en Gainesville, Florida. Van Sickel asistió al Instituto de Gainesville, donde jugó al fútbol en los Gainesville Purple Hurricanes. En 2007, ochenta y un años después de graduarse en el instituto, la Florida High School Athletic Association (FHSAA) reconoció a Van Sickel como uno de los cien grandes jugadores de los primeros cien años de fútbol de instituto de Florida. Es generalmente considerado uno de los mejores jugadores de fútbol de instituto del estado de Florida durante la década de 1920.

## Carrera en el fútbol, baloncesto y béisbol universitario
Van Sickel asistió a la universidad de Florida en Gainesville. Jugó de extremo derecho para los Florida Gators football durante tres temporadas, desde 1927 hasta 1929, en el lado opuesto de la línea del extremo izquierdo Dennis K. Stanley. Durante sus tres años como miembro del equipo de fútbol universitario, el equipo ganó 23 y 29 juegos. Lanzados por el entrenador Charlie Bachman en 1928, Van Sickel y los Gators registraron un gran récord de victorias, y su única derrota fue frente a Tennessee por un solo punto. Associated Press, United Media y Grantland Rice nombraron a Van Sickel y a su equipo All-America, convirtiéndose en el primer equipo de fútbol de Florida en ser reconocido como All-America. Como era típico en los años 20, Van Sickel era un jugador ofensivo y defensivo, su biógrafo lo describió como un receptor rápido y seguro con la mano en la ofensiva y un jugador defensivo dotado. Van Sickel se lesionó durante la temporada de 1929, y mientras era productivo, no fue capaz de conseguir en 1929, los mismos números que consiguió en 1928.
Van Sickel se graduó con un grado de bachillerato en la universidad de Florida en 1930, y permaneció en la universidad como  un entrenador asistente de los equipos de fútbol y baloncesto de los Gators durante las temporadas de 1930 y 1931.
Fue inducido en el Salón de la Fama del Fútbol Americano Universitario.

## Carrera en Hollywood
En 1933, Van Sickel comenzó su carrera como especialista de cine, actuando en la película de los Hermanos Marx, Sopa de ganso. Durante los siguientes treinta y ocho años actuó en más de 280 películas y episodios de series de televisión, entre ellas destacan: The Searchers, North by Northwest y Espartaco. Fue miembro fundador y primer presidente de la Asociación de especialistas de cine.
Van Sickel murió en 1977 en Newport Beach como consecuencia de las heridas sufridas a causa de un accidente de coche sufrido mientras trabajaba como stuntman en el rodaje de una película en 1975; tenía 69 años.

## Filmografía selecta
- The Golden Stallion (1949)
- Northern Patrol (1953)